# Brieštie
Brieštie je obec na Slovensku v okrese Turčianske Teplice.

## Historie
První písemná zmínka o obci pochází z roku 1392. V roku 1954 byla k obci připojena obec Hadviga.

## Geografie
Obec se nachází v nadmořské výšce 561 metrů a rozkládá se na 11,17 km2. Na konci roku 2017 měla obec 132 obyvatel.

## Hospodářství
Obec má dlouholetou tradici v zemědělství.